# Nutreco
Nutreco N.V. (Euronext: NUO) es un productor holandés de nutrición animal, alimentos para peces y productos de carne procesada. Tiene en torno de 100 instalaciones de producción en más de 30 países, y ocho centros de investigación. La compañía fue fundada en 1994 después de la compañía de inversión Cinven respaldara la gestión de compra de la división de nutrición y alimentación de BP. Nutreco ha estado listada en Euronext Ámsterdam desde 1997 y es un componente del AMX index.